# NEO MASQUE
NEO MASQUE(ネオ マスク)は、Zweiの4枚目のアルバム。2015年8月26日、5pb. Recordsから発売された。

## 解説
- 本作は、移籍後2枚目にして、「Zwei 第2章開幕!!! MORE HEAVY！MORE EMOTIONAL！ Zwei第2章ともいうべき新時代型デジMETALサウンドを導入！」と銘打っている[1][2]。
- ジャケットは、Megu、Ayumuのライフマスクを使用している。[3]
- 本作の新曲には、六ツ見純代・藤林聖子・只野菜摘[4]・大森祥子・藤澤健至、レコーディングには、若井望[5]・Mary's BloodのSAKI[6]などが参加している。なお、前回のアルバムに参加した志倉千代丸は、本作に関して既存のシングル発表曲も含め作家としての参加はなく、エグゼクティブ・プロデューサーのみクレジットされている。
- 同年2月9日にゲームメーカー・Rejetの新作発表会『スノーヴァージンロード』で披露されたドラマCD『LIP ON MY PRINCE』第2弾イメージソング「lovesique」（作詞：彩羅、作曲・編曲：onoken）は未収録[注 1]。

## 収録曲
1. DECLARATION
作詞：六ツ見純代 / 作曲・編曲：岡ナオキ[7]
2. H-A-R-D-E-R
作詞：藤林聖子 / 作曲・編曲：岡ナオキ[7]
3. STAR QUEEN -Action 2-
作詞：只野菜摘 / 作曲・編曲：角田崇徳
4. WNNAN
作詞：大森祥子 / 作曲・編曲：角田崇徳
5. 永劫真理のフェルマータ
作詞・作曲：tororo / 編曲：OKKY
  - PlayStation Vita専用ゲームソフト「カデンツァ フェルマータ アコルト：フォルテシモ」オープニングテーマ
6. Toxxin' 
作詞：彩羅 / 作曲・編曲：onoken
  - シュチュエーションドラマCD「LIP ON MY PRINCE」テーマソング
7. 未知なる私
作詞：Ayumu ／作曲：Trymks[8] ／編曲：悠木真一
8. infinite wish
作詞：吉野麻希 / 作曲：山元 律 / 編曲：オオバコウスケ
9. Brave the sky（Zwei Ver.）[注 2]
作詞:漆野淳哉 / 作曲:鳥海剛史 / 編曲:大島こうすけ
  - Xbox 360用ソフト『バレットソウル -インフィニットバースト-』オープニングテーマ
10. 流星スパイラル
作詞:うらん / 作曲・編曲:藤澤健至（Team-MAX）
  - GREEゲーム「メテオスクールガール」主題歌
11. Heading For Tomorrow
作詞・作曲：YOFFY / 編曲：真下正樹
  - Xbox 360専用ソフト「怒首領蜂最大往生」エンディングテーマ。
12. 恋ガレヨ
作詞・作曲：Ayumu / 編曲：八代新平
13. 約束のオーグメント
作詞：森田孝太／作曲・編曲：大島こうすけ
  - PlayStation Vita専用ゲームソフト『ROBOTICS;NOTES ELITE』オープニングテーマ